# Pablo García Cortés
Pablo García Cortés (Almeria, 1922 – Girona, 1999) va ser un fotògraf de premsa, conegut com a Pablito.

## Biografia
Pablito neix a Almeria el 10 de maig de 1922, és el gran de tres germans. El seu pare és l'encarregat d'una fàbrica d'energia elèctrica.
En el decurs dels anys de la Guerra Civil és enviat a estudiar a una escola del País Basc del Nord. Fa una estada a Salt (Girona). A les darreries del mes de març de 1939, s'exilia amb la seva família a Algèria, concretament a la regió d'Orà. La seva sortida d'Almeria és dramàtica: embarcats en un vaixell de bandera estrangera sobrecarregat i sota l'amenaça dels canons de la flota nacionalista. El seu pare és tancat en un camp de concentració i ell, la seva mare i els seus germans resten en un centre d'acolliment per a refugiats.
Comença a treballar en diferents activitats per ajudar la seva família, fins que s'estableix a Perrégaux (a mig camí d'Orà i Alger). És en aquest moment que és corresponsal del diari L'Echo d'Oran. Viu els esdeveniments de la Segona Guerra Mundial a Algèria, amb el desembarcament aliat l'any 1942. A les acaballes dels anys 1950, ha de fugir d'Algèria, davant les amenaces dels independentistes. Torna a Espanya i treballa de fotògraf a Madrid i Barcelona, fins que passa a Girona.
S'encarrega d'un hotel a l'Estartit als primers anys del boom turístic. Ja a Girona, treballa com a fotògraf de premsa. No rep el carnet de periodista i ha de fer fotografies que signa un altre professional. També rep encàrrecs per a publicacions esportives de Barcelona, Lean y Dicen i al nou Tele/eXpres, igualment envia treballs a les agències Efe i Europa Press i al setmanari Paris Match.Des de 1966 treballa per a l'edició Costa Brava del diari de Perpinyà L'Indépendant. El 1973 va ser atacat per un grup de jugadores de basquetbol durant un matx entre Standard Madrid i l'èquip de Girona, quan les fotografiava mentrestant atacaven l'àrbitre. Van destruir la seva càmera i va haver d'ingressar l'hospital amb mossegades i contusions. El 1976, després de la mort del dictador Francisco Franco, és nomenat redactor del diari Los Sitios de Girona que durant la transició es transformarà en Diari de Girona. En aquest darrere diari va contribuir a la creació d'un veritable arxiu fotogràfic, uns dels primers del país.
El 1984, Pablito es converteix en fotògraf oficial del Govern Civil de Girona on resta fins a la seva jubilació el 1988. L'any 1993, la corporació li ret homenatge, en el marc de la mostra anual de fotografia de premsa que promou la corporació. L'any 1994 deixa en dipòsit el seu fons fotogràfic a l'Arxiu d'Imatges Emili Massanas i Burcet de la Diputació de Girona, que ha tingut cura d'ordenar, classificar, restaurar i digitalitzar el seu contingut.
El 1996 la diputació de Girona organitza una exposició titulada Pablito, 30 anys d'imatges, que es presenta al claustre del Palau provincial i que, posteriorment es presenta a Salt i Palamós. La salut del fotoperiodista s'ha empitjorat, però encara participa en aquestes mostres fotogràfiques. El febrer de 1997 rep a Platja d'Aro un homenatge popular. En aquest acte el vicepresident del Congrés dels Diputats, el guixolenc, Josep López de Lerma li lliura la Medalla del parlament espanyol.

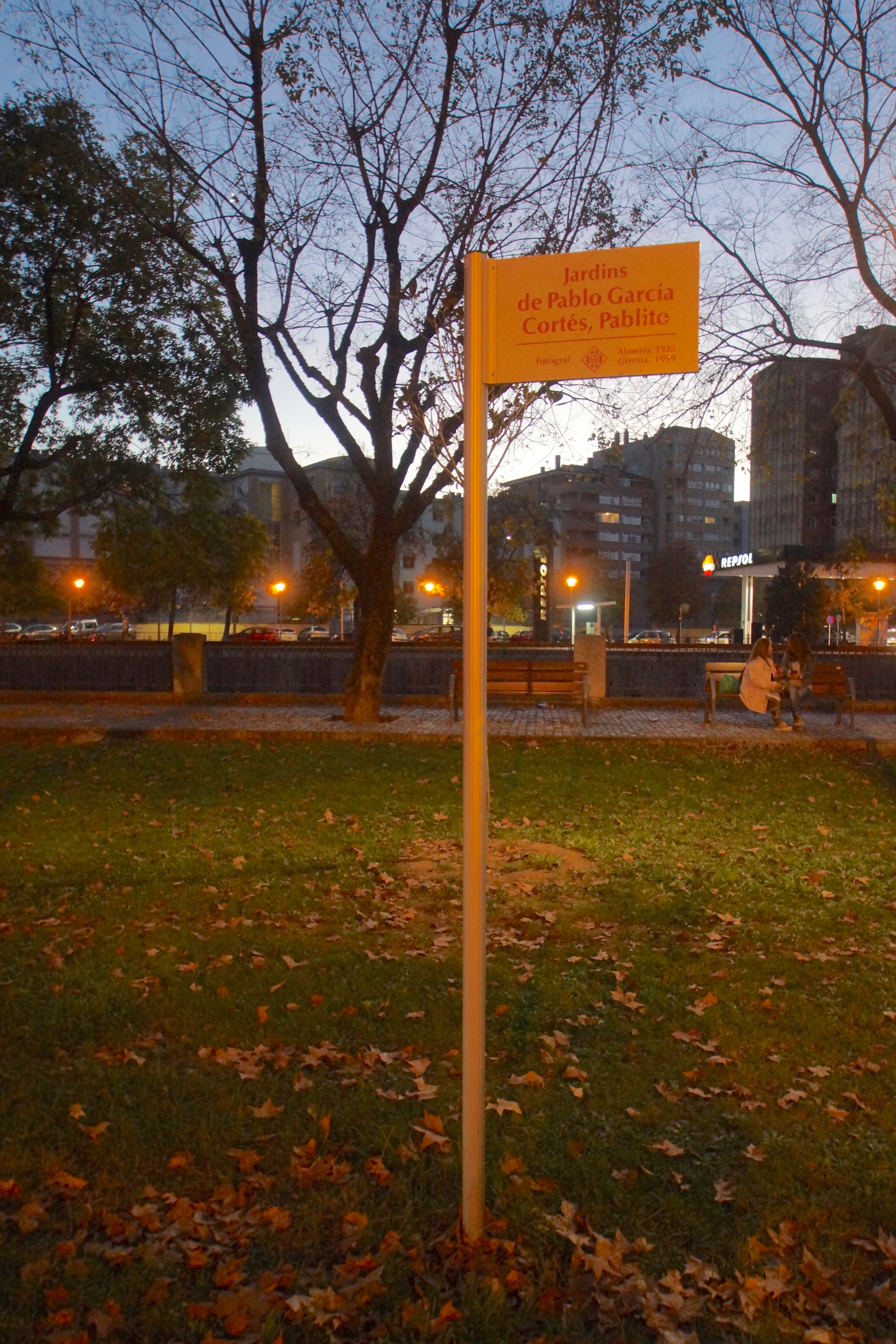
Jardins de Pablo Carcía al marge de l'Onyar a Girona

El mes de febrer de 1999 és internat a l'Hospital de Santa Caterina de Girona on mor el primer de març. L'acte de l'enterrament a la parròquia de Vista Alegre de Girona és una autèntica manifestació de simpatia i record per a la figura singular del periodisme gràfic gironí en el decurs de quasi tres dècades. Fan costat a la vídua, Ramona Pera i els fills d'en Pablito, el president de la Diputació i el coordinador dels Serveis Territorials de Cultura de la Generalitat i l'alcalde de la ciutat dona el condol als familiars a la sortida de l'acte. En nom del govern català ho fa el delegat a Girona, en el decurs de la mateixa jornada. Una àmplia representació del món del periodisme català i del sud de França hi és present.

## Llegat
A l'exposició de premsa gràfica gironina de 1999 es fa memòria de l'obra de Pablito, amb una selecció d'imatges cedides per l'Arxiu d'Imatges Emili Massanas de la Diputació. Igualment figuren obres seves en la mostra La Costa Brava de l'Indépendant que va ser itinerant del 1999 a la primavera del 2000 i que promou el mateix arxiu.
El Fons Pablo García Cortés, «Pablito» integra imatges que van del 1957 al 1984, va ser generat per l'activitat fotoperiodística de l'autor. Conté material de gran interès per a la història i la crònica de les comarques gironines. A més de documentar els anys del boom turístic de la Costa Brava, amb imatges de personalitats, artistes i famosos d'arreu del món, aplega un bon nombre de testimonis gràfics de l'activitat social, política, cultural i artística. El dipòsit del fons Pablito fou acordat el 1993 entre el mateix fotògraf i la Diputació de Girona.
El 2013, l'ajuntament de Girona va decidir dedicar un espai verd al Carrer del Carme a la seva memòria.